# Bettié
Bettié è una città, sottoprefettura e comune della Costa d'Avorio, situata nella regione di Indénié-Djuablin. È capoluogo dell'omonimo dipartimento e conta una popolazione di 24 983 abitanti (censimento 2014).